# Майкл Строка
Майкл Джордж Строка (англ. Michael George Stroka; нар. 9 травня 1938, Пассейк, Нью-Джерсі, США — пом. 14 квітня 1997, Лос-Анджелес, Каліфорнія, США) — американський актор.

## Життєпис
Майкл Строка народився 9 травня 1938 року в Пассейк, Нью-Джерсі, у сім'ї русинів емігрантів з села Бачков, території теперішньої Словаччини[джерело?].
У дитячі та юнацькі роки живу місті Гоумстед, Пенсільванія, де мешкали батки матері. У 1960 році закінчив Технологічний інститут Карнеґі.
Акторську кар'єру розпочав у Театральному клубі Мангеттена.
Кінодеб'ют Майкл Строка відбувся у 1965 році в стрічці «36 годин».
У 1966 році Майкл Строка переїхав до Голлівуду. Він був парафіянином Катедрального собору святої Марії Русинської греко-католицька церкви у місті Шерман-Оукс, Каліфорнія.
Помер Майкл Строка від раку нирки в Лос-Анджелесі, штат Каліфорнія, у віці 58 років.

## Особисте життя
У 1996 році Майкл Строка одружився з акторкою Карен Єнсен.

## Вибрана фільмографія
| Рік       |   | Українська назва          | Оригінальна назва               | Роль                         |
| --------- | - | ------------------------- | ------------------------------- | ---------------------------- |
| 1990      | ф | Близькість                | The Closer                      | член правління               |
| 1989      | ф | Гарлемські ночі           | Harlem Nights                   | детектив Сімс                |
| 1981      | с | Бак Роджерс у 25 столітті | Buck Rogers in the 25th Century | Ролла                        |
| 1977      | ф | Контракт на вулиці Черрі  | Contract on Cherry Street       | Майк Фаррен                  |
| 1975—1976 | с | На порозі ночі            | The Edge of Night               | лікар Квентін Гендерсон      |
| 1969—1970 | с | Похмурі тіні              | Dark Shadows                    | Арістед / Бруно / Бруно Гесс |
| 1965      | с | Боротьба!                 | Combat!                         | епізодична роль              |
| 1964      | ф | 36 годин                  | 36 Hours                        | німецького солдата           |